# Synagoge Wuliza Dsjarschynskaha 50 (Babrujsk)

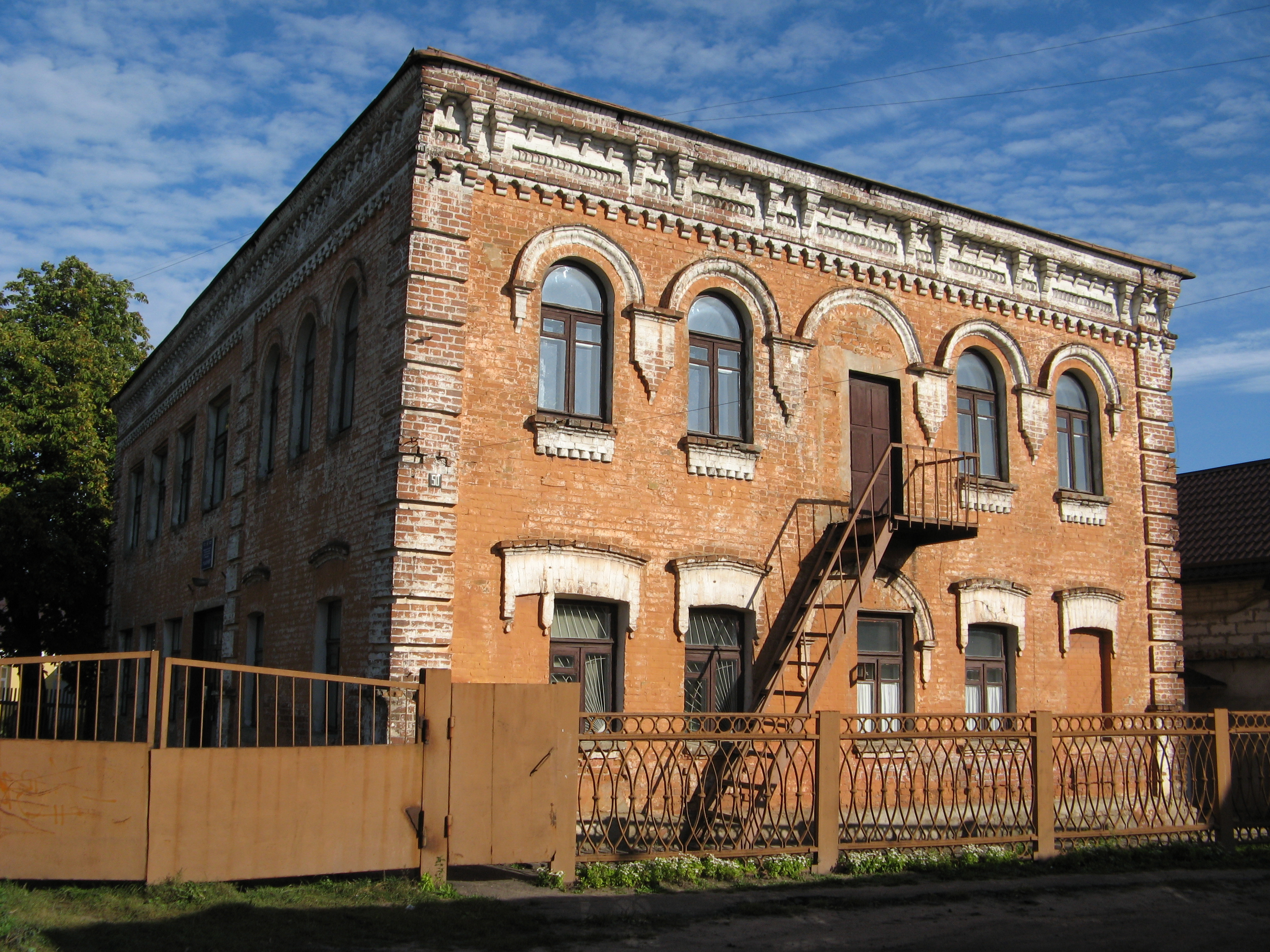
Synagoge in Babrujsk (2008)

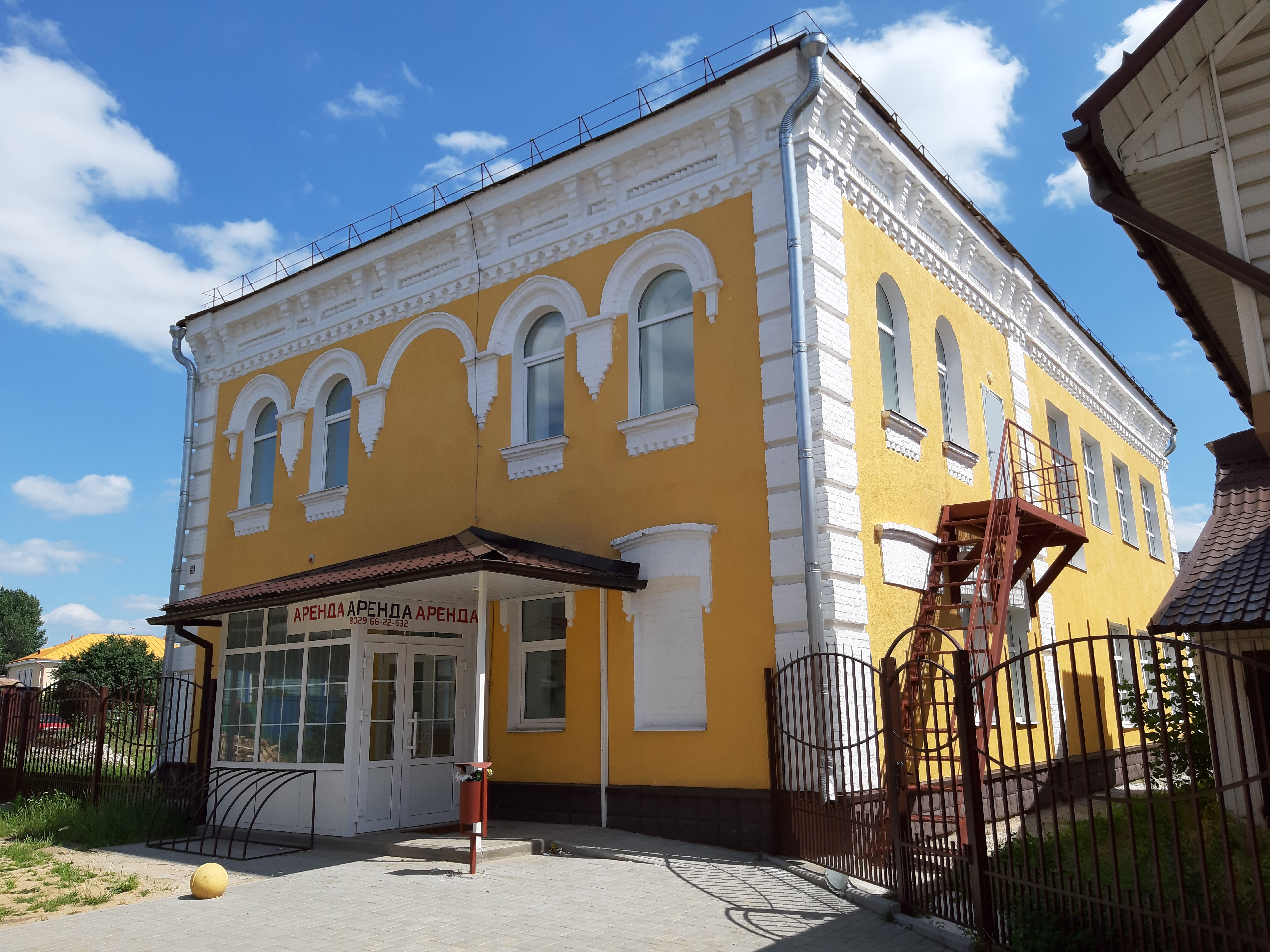
Aussehen im Jahr 2021

Die Synagoge mit der heutigen Adresse Wuliza Dsjarschynskaha 50 (belarussisch Вуліца Дзяржынскага 50) in Babrujsk, einer belarussischen Stadt in der Mahiljouskaja Woblasz, wurde 1900 erbaut.
In Babrujsk betrug vor 1941 der Anteil der jüdischen Bevölkerung zwischen 25 und 30 %. Mit über 30 Synagogen war Bobrujsk ein wichtiges Zentrum jüdischer Kultur, sodass es im Volksmund ironisch Hauptstadt Israels (Staliza Jisrael) genannt wurde. Der überwiegende Teil der jüdischen Bevölkerung wurde von den deutschen Besatzern während des Holocausts ermordet. Die Synagoge wurde in dieser Zeit verwüstet.